# Filozofie 20. století

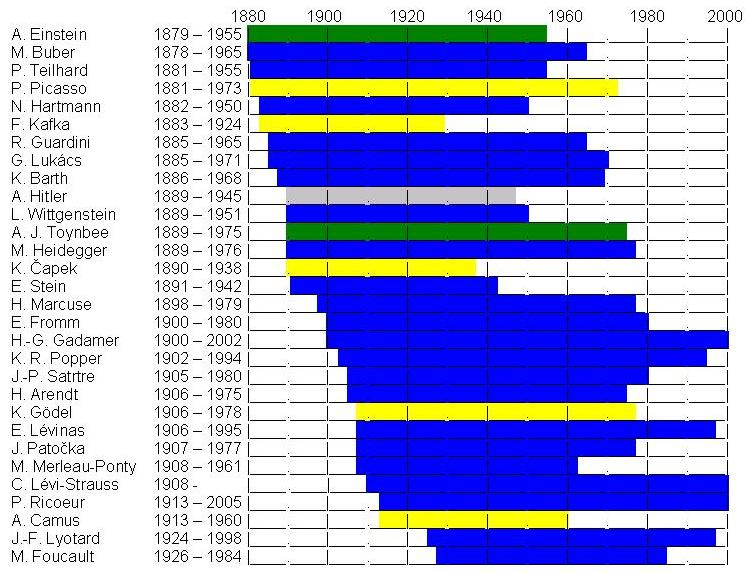
Chronologie filozofů 20. století

Filozofie 20. století je pestrou směsí vzájemně se prolínajících a ovlivňujících směrů a škol. Ve 20. století vznikly či se rozvinuly směry jako filozofie života, filozofie mysli, existencialismus, marxismus, fenomenologie, novotomismus, strukturalismus, poststrukturalismus, postmodernismus a další. Postupně se však diferencovaly dvě poměrně samostatné skupiny, z nichž první – analytická filozofie – má silnou pozici v anglosaském světě (někdy též „anglosaská filosofie“), zatímco tzv. kontinentální filozofie je považována za tradičnější a vychází zejména (avšak nejen) z fenomenologie.

## Významní filozofové 20. století
| - Theodor Adorno - Louis Althusser - Giorgio Agamben - Hannah Arendt - Gaston Bachelard - Roland Barthes - Gregory Bateson - Jean Baudrillard - Nikolaj Berďajev - Henri Bergson - Maurice Blanchot - Maurice Blondel - Pierre Bourdieu - Paul Brunton - Martin Buber - Albert Camus - Rudolph Carnap - Stanley Cavell - Noam Chomsky - Hélène Cixous - Donald Davidson - Guy Debord - Gilles Deleuze - Daniel Clement Dennett - Jacques Derrida - John Dewey | - Paul Feyerabend - Eugen Fink - Jerry Fodor - Michel Foucault - Erich Fromm - Hans-Georg Gadamer - Kurt Gödel - Romano Guardini - Jürgen Habermas - Nicolai Hartmann - Martin Heidegger - Michel Henry - Edmund Husserl - Karl Jaspers - Jaegwon Kim - Alexandre Koyré - Saul Aaron Kripke - Julia Kristeva - Thomas Samuel Kuhn - Jacques Lacan - Ludwig Landgrebe - Paul Ludwig Landsberg - Henri Lefebvre - Vladimir Iljič Lenin - Claude Lévi-Strauss | - Emmanuel Lévinas - Benny Lévy - Alexej Losev - Nikolaj Losskij - György Lukács - Jean-François Lyotard - Alasdair MacIntyre - Paul de Man - Gabriel Marcel - Jacques Maritain - Tomáš Garrigue Masaryk - Colin McGinn - Maurice Merleau-Ponty - George Edward Moore - Edgar Morin - Emmanuel Mounier - Thomas Nagel - Jean-Luc Nancy - Antonio Negri - Robert Nozick - Martha Nussbaumová - Anders Nygren - José Ortega y Gasset - Jan Patočka - Alvin Plantinga | - Karl Raimund Popper - Hilary Putnam - Willard van Orman Quine - Emanuel Rádl - John Rawls - Paul Ricoeur - Richard Rorty - Bertrand Russell - Gilbert Ryle - Jean-Paul Sartre - Max Scheler - Roger Scruton - John Searle - Peter Singer - Michel Serres - Peter Sloterdijk - Edith Stein - Peter Frederick Strawson - Charles Taylor - Pierre Teilhard de Chardin - Gianni Vattimo - Simone Weil - Alfred North Whitehead - Ludwig Wittgenstein - Slavoj Žižek |